# Domisław (Pommeren)
Domisław is een plaats in het Poolse district  Człuchowski, woiwodschap Pommeren. De plaats maakt deel uit van de gemeente Czarne en telt 402 inwoners.